# Liste der Tomatensorten/N
Erläuterungen und Quellen: Siehe Hauptartikel!
| Tomatensorte                                                        | Bild | Beschreibung | Quellen                   |
| ------------------------------------------------------------------- | ---- | --- | ------------------------- |
| N 18 21 L 100                                                       |      | Züchter: Bekov Rustam Hizrievich | j                         |
| N 18 L 98                                                           |      | Züchter: Bekov Rustam Hizrievich | j                         |
| N 199                                                               |      | Züchter: Bekov Rustam Hizrievich | j                         |
| N 21 L 102                                                          |      | Züchter: Bekov Rustam Hizrievich | j                         |
| N 22 L 107                                                          |      | Züchter: Bekov Rustam Hizrievich | j                         |
| N 22 L 109                                                          |      | Züchter: Bekov Rustam Hizrievich | j                         |
| N 22 L 111                                                          |      | Züchter: Bekov Rustam Hizrievich | j                         |
| N 22 L 113                                                          |      | Züchter: Bekov Rustam Hizrievich | j                         |
| N 22 L 115                                                          |      | Züchter: Bekov Rustam Hizrievich | j                         |
| N 228 K 1                                                           |      | Züchter: Bekov Rustam Hizrievich | j                         |
| N 23 L 121                                                          |      | Züchter: Bekov Rustam Hizrievich | j                         |
| N 4760                                                              |      | | j                         |
| N 4764                                                              |      | | j                         |
| N 4772                                                              |      | | j                         |
| N 6402                                                              |      | Züchter: Nunhems B.V. | j, o                      |
| N 6404                                                              |      | Züchter: Nunhems B.V. | j, o                      |
| N 6410                                                              |      | Züchter: Nunhems B.V. | j                         |
| N 6416                                                              |      | Züchter: David M. Brazelton | j, o                      |
| N 6437                                                              |      | Züchter: Nunhems B.V. | j, o                      |
| N 6438                                                              |      | Züchter: Nunhems B.V. | j, o                      |
| N 96                                                                |      | Züchter: Bekov Rustam Hizrievich | j                         |
| Na Ama (oder: Naama)                                                |      | Züchter: Laposhner, Devora | c, j, n, o                |
| Nabateo                                                             |      | | j, o                      |
| Nabila                                                              |      | | j                         |
| Nabucco                                                             |      | Züchter: Western Seed España, S.A. | j                         |
| Nacar                                                               |      | Züchter: Amit Avidov | j                         |
| Nacera                                                              |      | | j                         |
| Nacho                                                               |      | Züchter: Vilmorin Sa (Fr) | j                         |
| Nacht Am Wolgastrand                                                |      | | n                         |
| Nada                                                                |      | Züchter: Institut Srbija, Centar Za Povrtlastvo Smederevska Palanka (Rs) | j, o                      |
| Nadal                                                               |      | Züchter: Western Seed España, S.A. | j, o                      |
| Nadejda                                                             |      | | j, o                      |
| Nadezda                                                             |      | | f                         |
| Nadezhda                                                            |      | Züchter: Panchev Yurij Ivanovich | j                         |
| Nadgok Haduk                                                        |      | | c, d, e                   |
| Nadia                                                               |      | Züchter: Hebrew Uni/Hazera | d, g, h, j, o             |
| Nadiezhda                                                           |      | | j, o                      |
| Nadin                                                               |      | | j, o                      |
| Nadir                                                               |      | | j                         |
| Nadiuska                                                            |      | Züchter: Sakata Seed Sudamerica Ltd (Br) | j                         |
| Nadivo                                                              |      | | j                         |
| Nadja                                                               |      | | c, e, f, g, h, j, n       |
| Nadja Tarasenko                                                     |      | | c                         |
| Nadya                                                               |      | | j                         |
| Nafanya                                                             |      | Züchter: Gavrish Sergej Fedorovich, Morev Viktor Vasilievich, Amcheslavskaya Elena Valentinovna, Volok Olga Anatolievna | j                         |
| Nagano                                                              |      | | j                         |
| Nagcarlang                                                          |      | | c, d                      |
| Nagme                                                               |      | | j                         |
| Nagrada                                                             |      | Züchter: Bekov Rustam Hizrievich, Gish Ruslan Ajdamirovich, Sanina Olga Garievna | j                         |
| Nagyatadi                                                           |      | | g, h                      |
| Nagyecsedi                                                          |      | | g, h                      |
| Nahid                                                               |      | | j                         |
| Nahimov                                                             |      | Züchter: Gavrish Sergej Fedorovich, Morev Viktor Vasilievich, Amcheslavskaya Elena Valentinovna, Degovtsova Tatiyana Vladimirovna, Volok Olga Anatolievna, Artemieva Galina Mihajlovna, Redichkina Tatiyana Aleksandrovna | j                         |
| Nahodka Dachnika                                                    |      | Züchter: Sedyakov Mihail Valeriyanovich, Kuznetsova Olga Alekseevna | j                         |
| Nahuatl                                                             |      | Züchter: Rijk Zwaan Zaadteelt En Zaadhandel B.V. | j                         |
| Naiad                                                               |      | | c, d                      |
| Nais                                                                |      | Züchter: Clause Semences Sa (Fr) | j                         |
| Naïs                                                                |      | Züchter: Clause Semences | j                         |
| Najal                                                               |      | | j                         |
| Najal Af                                                            |      | Züchter: Peotec Seeds Srl | j                         |
| Najwczesniejsze                                                     |      | | g, h                      |
| Najwczesniejszy Gof                                                 |      | Züchter: Plantico Hodowla I Nasiennictwo Ogrodnicze Golebiew Sp. Z O.O. | j                         |
| Nakis                                                               |      | | j                         |
| Naliv                                                               |      | | c, d                      |
| Namib                                                               |      | Züchter: Serguen Felix | j                         |
| Namli                                                               |      | | j                         |
| Namroud                                                             |      | | j                         |
| Nana                                                                |      | | g, h, j                   |
| Nancy                                                               |      | | j, o                      |
| Nandy                                                               |      | Züchter: Yüksel Tohum | j, o                      |
| Nani Teneri Romani                                                  |      | | g, h                      |
| Nanissim                                                            |      | | c                         |
| Nano Ciliegia                                                       |      | | d                         |
| Nano Cilieglia                                                      |      | | c                         |
| Naomi                                                               |      | Züchter: F.A.Hebrew Uni-B.Gurion | j, o                      |
| Napa Giant                                                          |      | | d                         |
| Napa Rose                                                           |      | | c, d                      |
| Napika                                                              |      | | j                         |
| Napoli                                                              |      | | c, d                      |
| Napoli Fiaschetto                                                   |      | | c, d                      |
| Napoli Ischia                                                       |      | | c, d                      |
| Napoli Vf                                                           |      | | c, g, h, j                |
| Napoline                                                            |      | Züchter: Clause (Fr) | j                         |
| Napolyon Rn (oder: 527 / 01)                                        |      | | j                         |
| Napri 314                                                           |      | | g, h                      |
| Napsugar                                                            |      | | g, h                      |
| Naram                                                               |      | | j                         |
| Narancs                                                             |      | | c, d, g, h, n             |
| Naranjito                                                           |      | Züchter: Geffen Frida | j, o                      |
| Narcan 8                                                            |      | | j                         |
| Narciso                                                             |      | Züchter: Hort Seed Mediterrani S.L. | j                         |
| Narden                                                              |      | | j                         |
| Narita                                                              |      | | j                         |
| Narita F1                                                           |      | | j, o                      |
| Narjes                                                              |      | | j                         |
| Narvik                                                              |      | Züchter: Smedeks Ko, G.Smederevo, Ul.Mochvanska, 18 Serbia | c, d, j, o                |
| Narvik Sp                                                           |      | Züchter: Cent. Za Povrtar. Sp (Yu) | j, o                      |
| Nasadette                                                           |      | | j                         |
| Nash                                                                |      | Züchter: Syngenta Seeds B.V. | j                         |
| Nasha Masha                                                         |      | Züchter: Ignatova Svetlana Ilyinichna, Gorshkova Nina Sergeevna | j                         |
| Nasko 2000                                                          |      | | c, j, o                   |
| Nasko 2001                                                          |      | | j, o                      |
| Naslada                                                             |      | Züchter: Jivko Danailov | j                         |
| Nasone                                                              |      | Züchter: Tomato Colors Soc. Coop. | j                         |
| Nastenka                                                            |      | Züchter: Kotel'Nikova Marina Aleksandrovna, Kondakov Sergej Nikolaevich | c, d, j                   |
| Nastya                                                              |      | Züchter: Myazina Lyubov' Anatolievna, Kudryavtseva Elizaveta Romanovna | j                         |
| Nastya Sibiryachka                                                  |      | Züchter: Kamanin Andrej Aleksandrovich, Potapov Pavel Nikolaevich | j                         |
| Nastya Slastena                                                     |      | Züchter: Lukiyanenko Anatolij Nikitovich, Dubinin Sergej Vladimirovich, Dubinina Irina Nikolaevna | j                         |
| Nastyona                                                            |      | Züchter: Panchev Yurij Ivanovich, Zazimko Vitalij Vasilievich | j                         |
| Natacha                                                             |      | Züchter: Zeraim Gedera Ltd. | j, o                      |
| Natacha Intr.                                                       |      | | j                         |
| Natali                                                              |      | Züchter: Kashnova Elena Vasilievna, Sirota Elena Gennadievna, Svidovskaya Nataliya Nikolaevna, Andreeva Nadezhda Nikolaevna, Sirota Sergej Mihajlovich, Gavrikova Nina Aleksandrovna | j                         |
| Natalia 536                                                         |      | | j                         |
| Natalie                                                             |      | | j                         |
| Natalya                                                             |      | Züchter: Zeraim Gedera Ltd (Il) | j                         |
| Natasha                                                             |      | Züchter: Pivovarov Viktor Fedorovich, Sirota Sergej Mihajlovich, Mitrofanova Oksana Aleksandrovna, Kozar' Elena Georgievna, Bespal'Ko Lesya Vladimirovna, Balashova Irina Timofeevna, Pinchuk Elena Vladimirovna | j                         |
| Natashen'Ka                                                         |      | Züchter: Lukiyanenko Anatolij Nikitovich, Dubinin Sergej Vladimirovich, Dubinina Irina Nikolaevna | j                         |
| Natero                                                              |      | | j                         |
| Nathalie                                                            |      | | j                         |
| Nati                                                                |      | Züchter: Hazera Genetics Ltd (Il)/Yissum Research Dev Of The Hebrew University Of Jerusalem (Il) | j                         |
| Nativ Sun                                                           |      | | n                         |
| Native Sun                                                          |      | | c, d                      |
| Nativo                                                              |      | | j                         |
| Nats                                                                |      | Züchter: Gavrish Sergej Fedorovich, Volok Olga Anatolievna, Kapustina Raisa Nikolaevna, Gladkov Dmitrij Sergeevich, Korol Valentin Grigorievich, Korostelev Aleksej Aleksandrovich, Shishkin Boris Vladimirovich, Semenova Anna Nikolaevna, Artemieva Galina Mihajlovna, Filimonova Yuliya Alekseevna, Al-Anati Rani, Redichkina Tatiyana Aleksandrovna | j                         |
| Natsunokoma                                                         |      | Züchter: Mochizuki Tatsuya, Ishiuchi Denji, Ito Kimio, Uemura Shoji, Ishii Takanori | j, o                      |
| Natsunoshun                                                         |      | Züchter: Yanokuchi Yukio, Okamoto Kiyoshi, Motoki Satoru | j, o                      |
| Natsuyutaka                                                         |      | Züchter: Okamoto Kiyoshi, Yanokuchi Yukio, Matsunaga Hiroshi, Murayama Satoshi, Maruyama Hideyuki | j, o                      |
| Natura                                                              |      | | j                         |
| Natural                                                             |      | Züchter: Isi Sementi Spa | j                         |
| Natures Riddle                                                      |      | | c, e                      |
| Natus                                                               |      | Züchter: Ignatova Svetlana Ilyinichna, Gorshkova Nina Sergeevna, Motov Viktor Mihajlovich, Moskvicheva Vera Timofeevna | j                         |
| Naty                                                                |      | Züchter: Syngenta Seeds B.V. | j                         |
| Natyssa                                                             |      | Züchter: Gautier Semences Sas (Fr) | j                         |
| Nauta                                                               |      | | j                         |
| Nautico                                                             |      | | j, o                      |
| Nautilus                                                            |      | Züchter: Ferry Morse Seed Co.(Usa) (Us) | j                         |
| Nava                                                                |      | Züchter: Nahum Kedar | j                         |
| Navajo                                                              |      | Züchter: Seminis Veget.Seeds Inc | j, o                      |
| Navara                                                              |      | | j                         |
| Navidad                                                             |      | | j                         |
| Navigator                                                           |      | Züchter: Borisov Aleksandr Vladimirovich, Nalizhityj Vladimir Maksimovich, Skachko Vladislav Aleksandrovich, Zhemchugov Dmitrij Vyacheslavovich | j                         |
| Navona                                                              |      | | j                         |
| Naxos                                                               |      | Züchter: Asgrow Italia Vegetable Seeds Srl | j                         |
| Naya                                                                |      | Züchter: Hazera Genetics | j, o                      |
| Nayara                                                              |      | Züchter: Syngenta Seeds B.V. | j                         |
| Nayeli                                                              |      | Züchter: Capital Genetic Ebt, S.L. | j, o                      |
| Naysika                                                             |      | | j                         |
| Nazal                                                               |      | | j                         |
| Nazar                                                               |      | | j                         |
| Nazca                                                               |      | | c, d, j                   |
| Nc 1 C                                                              |      | Züchter: North Carolina Agricultural Research Service | j, o                      |
| Nc 1 Y                                                              |      | Züchter: North Carolina Agriculutral Research Service Dr. R.G. Gardner (Breeder) | j, o                      |
| Nc 109                                                              |      | Züchter: North Carolina Agriculture Research Service | j, o                      |
| Nc 2 C                                                              |      | Züchter: North Carolina Agricultural Research Service | j, o                      |
| Nc 2 Y                                                              |      | Züchter: North Carolina Agriculutral Research Service Dr. R.G. Gardner (Breeder) | j, o                      |
| Nc 50 7                                                             |      | Züchter: North Carolina Agricultural Experiment Station | j, o                      |
| Nc 8276                                                             |      | Züchter: North Carolina Agricultural Research Service | j, o                      |
| Nc 8288                                                             |      | Züchter: North Carolina Agricultural Research Service | j, o                      |
| Nc 84173                                                            |      | Züchter: North Carolina Agricultural Research Service | j, o                      |
| Nc Ebr 3                                                            |      | Züchter: North Carolina Agriculture Research Service | j, o                      |
| Nc Ebr 4                                                            |      | Züchter: North Carolina Agriculture Research Service | j, o                      |
| Ndm Gold                                                            |      | Züchter: Ishimura Eiji, Yamaguchi Shuichi, Ishikura Harutomo, Imai Hiroshi | j, o                      |
| Neapol                                                              |      | Züchter: Gavrish Sergej Fedorovich, Morev Viktor Vasilievich, Amcheslavskaya Elena Valentinovna, Volok Olga Anatolievna | j                         |
| Nebati                                                              |      | Züchter: Syngenta Seeds B.V. | j                         |
| Nebelshoy Limon                                                     |      | | c                         |
| Nebrasca Wedding                                                    |      | | m                         |
| Nebraska Wedding                                                    |      | | c, d, e, f, g, h, k       |
| Nebula                                                              |      | Züchter: Syngenta Crop Protection Ag | j, o                      |
| Nechayannaya Radost                                                 |      | Züchter: Sysina Elena Artemievna, Borisov Aleksandr Vladimirovich, Krylov Oleg Nikolaevich, Skachko Vladislav Aleksandrovich, Bartajya Vera Vladimirovna | j                         |
| Nectar                                                              |      | | c, j                      |
| Nectar Rose                                                         |      | | d                         |
| Nectaria                                                            |      | | j                         |
| Nectarine                                                           |      | | c, d, e, g, h             |
| Neely                                                               |      | Züchter: Hazera Genetics Ltd (Il)/Yissum Research Dev Of The Hebrew University Of Jerusalem (Il) | j                         |
| Nefeli                                                              |      | | j                         |
| Nefertary                                                           |      | Züchter: Amit Avidov | j, o                      |
| Nefertiti                                                           |      | | c, d                      |
| Neftis                                                              |      | Züchter: Amit Avidov | j, o                      |
| Neglecta                                                            |      | | g, h                      |
| Negresse                                                            |      | | c, d                      |
| Negrillo De Almoguera                                               |      | | c, d                      |
| Negritenok                                                          |      | Züchter: Klimenko Nikolaj Nikolaevich, Kostenko Aleksandr Nikolaevich | j                         |
| Negritjonok                                                         |      | | c                         |
| Negrityonok                                                         |      | | d                         |
| Negro                                                               |      | | c                         |
| Negro Almeria                                                       |      | | d                         |
| Negro Azteca                                                        |      | | c, d                      |
| Negro De Santiago                                                   |      | | j, o                      |
| Negro De Siles                                                      |      | | d                         |
| Negro De Silex                                                      |      | | c                         |
| Negro Tegurta                                                       |      | | d                         |
| Nehir                                                               |      | | j                         |
| Neifan                                                              |      | | c, e, g, h                |
| Neiron                                                              |      | Züchter: Degreef Paul | j                         |
| Neiva                                                               |      | Züchter: Rijk Zwaan Zaadteelt En Zaadhandel B.V. | j                         |
| Nekkar                                                              |      | Züchter: Zeta Seeds S.L. | j                         |
| Nektar Rose                                                         |      | | c                         |
| Nell's Red                                                          |      | | c, d                      |
| Nelson                                                              |      | Züchter: Les Graines Caillard Sa (Fr) | j, o                      |
| Nelson's Golden Giant                                               |      | | c, d, e                   |
| Nema 1200                                                           |      | Züchter: Petoseed Co.Inc. | j                         |
| Nema 1400                                                           |      | | j                         |
| Nema 1401                                                           |      | Züchter: Petoseed Co.Inc. | j                         |
| Nema 1435                                                           |      | | j                         |
| Nema 316                                                            |      | | j                         |
| Nema 512                                                            |      | | j                         |
| Nema Polaris                                                        |      | Züchter: H.S.Heinz Company | j, o                      |
| Nema Strong                                                         |      | | j                         |
| Nemabrid                                                            |      | | j                         |
| Nemabrix                                                            |      | | j, o                      |
| Nemabrix 0208                                                       |      | | j                         |
| Nemabrix 2000                                                       |      | | j, o                      |
| Nemacrimson                                                         |      | | j, o                      |
| Nemacross                                                           |      | | j, o                      |
| Nemador                                                             |      | Züchter: C.R.A - Centro Di Ricerca Per Le Colture Industriali | g, h, j                   |
| Nemaearly                                                           |      | | j                         |
| Nemagema (oder: Nema Gema)                                          |      | Züchter: Petoseed Co.Inc. | j, o                      |
| Nemagiant                                                           |      | | j, o                      |
| Nemalong                                                            |      | | j                         |
| Nemamech (oder: Nema Mech)                                          |      | Züchter: Seminis Vegetable Seed Ib | j                         |
| Neman                                                               |      | | g, h                      |
| Nemanaxos                                                           |      | | j, o                      |
| Nemapear                                                            |      | Züchter: Petoseed Co.Inc. | j                         |
| Nemapeel (oder: Nema Peel)                                          |      | | j                         |
| Nemaplus                                                            |      | | j                         |
| Nemapolux (oder: Nema Polux)                                        |      | Züchter: Petoseed Co.Inc. | j                         |
| Nemapride                                                           |      | | j, o                      |
| Nemapro                                                             |      | | j                         |
| Nemared                                                             |      | Züchter: Petoseed Co.Inc. | j, o                      |
| Nemarex                                                             |      | | j                         |
| Nemarock                                                            |      | | j                         |
| Nemarzano                                                           |      | | j                         |
| Nemasolid                                                           |      | Züchter: Petoseed Co.Inc. | j, o                      |
| Nemastand                                                           |      | | j                         |
| Nemastar                                                            |      | Züchter: Petoseed Co Inc (Us) | j, o                      |
| Nematex                                                             |      | | g, h                      |
| Nemato                                                              |      | Züchter: De Ruiter Zone | j                         |
| Nematondo                                                           |      | Züchter: Ochoa Seeds Company,Inc | j                         |
| Nemea                                                               |      | Züchter: Graines Gautier, S.A. | j, o                      |
| Nemere                                                              |      | | j, o                      |
| Nemesis                                                             |      | Züchter: Yuksel Seeds Ltd. | j, o                      |
| Nemo Nadin                                                          |      | | o                         |
| Nemo Netta                                                          |      | | o                         |
| Nemo-Tamy                                                           |      | Züchter: Nirit Seeds Ltd (Il) | j                         |
| Nemonadin (oder: Nemo Nadin)                                        |      | Züchter: Nirit Seeds Ltd. | j                         |
| Nemonetta (oder: Nemo Netta)                                        |      | Züchter: Nirit Seeds Limited | j                         |
| Nene                                                                |      | Züchter: Makara Sako, Shinozaki Kimiko, Nakamura Tadashi | j, o                      |
| Nenhyt                                                              |      | Züchter: Amit Avidov | j, o                      |
| Neoporphyre                                                         |      | Züchter: Institut National De La Recherche Agronomique (Fr) | j                         |
| Nepal                                                               |      | Züchter: Syngenta Seeds B.V. | c, d, e, f, g, h, j, k, o |
| Nepalesin                                                           |      | | e, g, h                   |
| Nepasynkujuschsijsja Malinovy (oder: Nepasynkujuschsijsja Malinowy) |      | | c, e                      |
| Nepryadva                                                           |      | | g, h, j                   |
| Neptun                                                              |      | Züchter: Mashtakov Aleksej Alekseevich, Mashtakova Anna Harlampievna, Strel'Nikova Tamara Romanovna | j                         |
| Neptune                                                             |      | Züchter: Neuman Seed International (Us) | c, d, f, j, k             |
| Neptuno                                                             |      | | j                         |
| Neptunus                                                            |      | | j                         |
| Nerea                                                               |      | Züchter: Seminis Veget.Seeds Inc | j, o                      |
| Nereida                                                             |      | Züchter: Novartis Seeds B.V. | j, o                      |
| Nergal                                                              |      | Züchter: Rijk Zwaan Zaadteelt En Zaadhandel B.V. | j                         |
| Nergis                                                              |      | | j                         |
| Nerina                                                              |      | | d, j                      |
| Neris                                                               |      | | c, g, h                   |
| Nerissa                                                             |      | | j, o                      |
| Nerito                                                              |      | | j, o                      |
| Nerman                                                              |      | Züchter: Zeta Seeds S.L. | j                         |
| Nero                                                                |      | Züchter: Semillas Fito, S.A. | j, o                      |
| Neron                                                               |      | | j                         |
| Nerondo                                                             |      | | j, o                      |
| Nerone                                                              |      | Züchter: Syngenta Seeds B.V. | j, o                      |
| Neruda                                                              |      | Züchter: Hm Clause Sa (Fr) | j                         |
| Nesir                                                               |      | | c                         |
| Nesma                                                               |      | Züchter: Rijk Zwaan Zaadteelt En Zaadhandel B.V. | j                         |
| Nesrine                                                             |      | | j                         |
| Nesthäkchen                                                         |      | | f, g, h                   |
| Nestor                                                              |      | Züchter: Yissum Research Developm. | j                         |
| Neta                                                                |      | Züchter: F.A.Hebrew Uni-B.Gurion | j, o                      |
| Netal                                                               |      | | j                         |
| Netta                                                               |      | Züchter: Nirit Seeds Ltd (Il) | j                         |
| Neuling                                                             |      | | c, e, g, h                |
| Neva                                                                |      | | c, d                      |
| Nevada                                                              |      | Züchter: H.S.Heinz Company | j                         |
| Nevada W 473                                                        |      | Züchter: Western Seed España, S.A. | j                         |
| Nevelichka                                                          |      | Züchter: Domanskaya Majya Konstantinovna, Gubko Valentina Nikolaevna, Salmina Irina Semenovna, Zhitnekovskaya Olga Alekseevna | j                         |
| Neven                                                               |      | Züchter: Todor Todorov | j                         |
| Neves Azorean Pink                                                  |      | | c, d                      |
| Neves Azorean Red                                                   |      | | c, d, e, g, h, k          |
| Nevestushka                                                         |      | Züchter: Lukiyanenko Anatolij Nikitovich, Dubinin Sergej Vladimirovich, Dubinina Irina Nikolaevna | j                         |
| Nevskaya Lakomka                                                    |      | Züchter: Farber Vladimir Vladimirovich, Smirnova Elena Anatolievna | j                         |
| Nevskij                                                             |      | | g, h, d                   |
| Nevskij Prospekt                                                    |      | Züchter: Kononov Aleksandr Nikolaevich | j                         |
| Nevskij Yubilejnyj                                                  |      | Züchter: Kononov Aleksandr Nikolaevich, Krasnikov Leonid Georgievich | j                         |
| New Bermejo                                                         |      | | j                         |
| New Big Dwarf                                                       |      | | c, d, e, g, h, k          |
| New Green Zebra                                                     |      | | c, d                      |
| New Hampshire Surecrop                                              |      | | c, d                      |
| New King                                                            |      | | c, d, e, g, h             |
| New Moon                                                            |      | | c, d, k                   |
| New Prince                                                          |      | | j                         |
| New Round Paste                                                     |      | | c, d, k                   |
| New Setter                                                          |      | | j                         |
| New Sidor                                                           |      | | c, d                      |
| New Yorker                                                          |      | | c, d, e, g, h, j, k, o    |
| New Yorker Swe                                                      |      | Züchter: Plantico Hodowla I Nasiennictwo Ogrodnicze Swietoslaw Sp. Z O.O. | j                         |
| New Zealand                                                         |      | | c, d                      |
| New Zealand Paste                                                   |      | | c, d, e, g, h             |
| New Zealand Pear                                                    |      | | d                         |
| New Zealand Pink Pear                                               |      | | c, d, k                   |
| Newlands                                                            |      | | j, o                      |
| Newskij                                                             |      | | c                         |
| Newton                                                              |      | Züchter: Novartis Seeds Bv (Nl) | j                         |
| Next                                                                |      | Züchter: Isi Sementi Spa | j                         |
| Nexus                                                               |      | | j                         |
| Nezalezhnyi F1                                                      |      | | j, o                      |
| Nezhenka                                                            |      | Züchter: Kachajnik Vladimir Georgievich, Gul'Kin Mihail Nikolaevich, Karmanova Olga Alekseevna, Matyunina Svetlana Vladimirovna | j                         |
| Nezhnost                                                            |      | Züchter: Zhidkova Valentina Andreevna, Mihed Valentina Stepanovna, Altuhov Yurij Petrovich, Arhipova Tatiyana Petrovna, Groshenko Aleksandr Petrovich, Zvyagintsev Valerij Kirilovich, Zhmenya Aleksej Alekseevich | j                         |
| Niaama                                                              |      | | j                         |
| Niagara                                                             |      | Züchter: Kamanin Andrej Aleksandrovich | j                         |
| Nicam                                                               |      | | j                         |
| Nicari                                                              |      | | j                         |
| Nicholaevna Pink (oder: Nicholajewna Pink)                          |      | | c, d, e, g, h, k          |
| Nichols                                                             |      | | d                         |
| Nick Harp's Special                                                 |      | | c, e                      |
| Nicklas                                                             |      | | j, o                      |
| Nicky Crain                                                         |      | | c, d, e, g, h             |
| Niclea                                                              |      | | j                         |
| Nico                                                                |      | | j                         |
| Nicol                                                               |      | Züchter: Nirit Seeds Ltd (Il) | j                         |
| Nicole                                                              |      | | j                         |
| Nicolete                                                            |      | Züchter: Hazera Genetics | j, o                      |
| Nicoviotis Orange                                                   |      | | c, d                      |
| Niddoking                                                           |      | | n                         |
| Niedrige Busch                                                      |      | | g, h                      |
| Niger                                                               |      | | j                         |
| Nigeria                                                             |      | | c, d, e, m                |
| Nika                                                                |      | Züchter: Hebrew University | j                         |
| Nike                                                                |      | | j                         |
| Nikes                                                               |      | Züchter: Zeraim Gedera Ltd (Il) | j                         |
| Niki                                                                |      | Züchter: D. Ganeva, G.Pevicharova, M. Yordanov, O. Georgieva, D. Kostova, V. Nikolova, I. Nikolova | j                         |
| Niki Zel                                                            |      | | j                         |
| Nikita                                                              |      | Züchter: De Ruiter Zonen (Nl) | j                         |
| Nikita F1                                                           |      | | j                         |
| Nikitka                                                             |      | Züchter: Kudryavtseva Galina Aleksandrovna, Fotev Yurij Valentinovich, Altunina Lyubov' Petrovna, Kotel'Nikova Marina Aleksandrovna, Kondakov Sergej Nikolaevich | j                         |
| Nikki                                                               |      | | j                         |
| Niko                                                                |      | Züchter: Isi Sementi Spa | j                         |
| Nikodim                                                             |      | Züchter: Tarasov Yurij Dmitrievich | j                         |
| Nikol                                                               |      | | j                         |
| Nikola                                                              |      | | c, d, j                   |
| Nikolai                                                             |      | | j                         |
| Nikolajev Yellow Cherry (oder: Nikolayev Yellow Cherry)             |      | | c, d, k                   |
| Nikolina                                                            |      | Züchter: Zhivko Danailov | j                         |
| Nikolino                                                            |      | | j                         |
| Nikomate                                                            |      | Züchter: Hazera Seeds | j, o                      |
| Nikos                                                               |      | | j                         |
| Nikoviotis Orange                                                   |      | | c                         |
| Nilde                                                               |      | Züchter: Nieli Tommaso | j                         |
| Nile River Egyptian                                                 |      | | c, d                      |
| Nilly                                                               |      | | j                         |
| Nilo                                                                |      | Züchter: Csic/Asgrow | j, o                      |
| Nimba                                                               |      | Züchter: Plennegy Ltd | j, o                      |
| Nimbus                                                              |      | Züchter: Asmer Seeds Ltd | j, o                      |
| Nina's Heirloom                                                     |      | | c, d, e                   |
| Ninette                                                             |      | Züchter: Hazera Genetics | j, o                      |
| Nineveh                                                             |      | | c, d                      |
| Ninive                                                              |      | Züchter: Syngenta Participations Ag | j, o                      |
| Ninja                                                               |      | | j                         |
| Ninnolo                                                             |      | Züchter: Monsanto Holland B.V. | j, o                      |
| Ninon                                                               |      | | c, d                      |
| Niquel                                                              |      | | j                         |
| Nirit                                                               |      | Züchter: Boaz Kaplan | j                         |
| Nirit 7026                                                          |      | | j                         |
| Nirouz                                                              |      | | j                         |
| Nirvana                                                             |      | Züchter: Isi Sementi Spa | j                         |
| Nisa                                                                |      | | j                         |
| Nisan Md 19                                                         |      | | j                         |
| Nissos                                                              |      | Züchter: Hazera Genetics | j, o                      |
| Nistru                                                              |      | | g, h                      |
| Nita                                                                |      | Züchter: Hazera Genetics Ltd. | j, o                      |
| Nitaki Koma                                                         |      | Züchter: Ishii Takanori, Fujino Masatake, Sato Yurika, Ishiuchi Denji, Yui Susumu, Yanokuchi Yukio, Ito Kimio, Uchiumi Toshiko, Okimura Makoto | j, o                      |
| Nitens                                                              |      | | g, h                      |
| Nitida                                                              |      | | g, h                      |
| Nitidula                                                            |      | | g, h                      |
| Niuro                                                               |      | Züchter: Peotec Seeds Srl | j                         |
| Nivinka Pridnestrowja                                               |      | | n                         |
| Nivó                                                                |      | | j                         |
| Niwena                                                              |      | Züchter: Produkcja I Hodowla Roslin Ogrodniczych Krzeszowice Sp. Z O.O. | j                         |
| Nixe                                                                |      | | j                         |
| Niyu Vasyuki                                                        |      | Züchter: Gavrish Sergej Fedorovich, Morev Viktor Vasilievich, Amcheslavskaya Elena Valentinovna, Volok Olga Anatolievna, Gladkov Dmitrij Sergeevich, Vasilieva Margarita Yurievna | j                         |
| Niz 308                                                             |      | | j                         |
| Niz 316                                                             |      | | j                         |
| Niz 5488                                                            |      | | j                         |
| Nk 13                                                               |      | | j                         |
| No 19                                                               |      | Züchter: Produkcja I Hodowla Roslin Ogrodniczych Krzeszowice Sp. Z O.O. | j                         |
| No Aplica                                                           |      | Züchter: 109 | j                         |
| Noa                                                                 |      | Züchter: Yissum Research Developm. | j, o                      |
| Nobel                                                               |      | Züchter: Capital Genetic Ebt, S.L. | j, o                      |
| Nobile                                                              |      | Züchter: Clause - Tezier (Fr) | j                         |
| Nobleza                                                             |      | | j                         |
| Nocerino                                                            |      | Züchter: Nunhems B.V. | j, o                      |
| Noelia                                                              |      | Züchter: Seminis Veget.Seeds Inc | j, o                      |
| Noella                                                              |      | Züchter: Hazera Genetics | j                         |
| Noemy                                                               |      | | j                         |
| Nofar                                                               |      | Züchter: Syngenta Participations Ag | j, o                      |
| Nohal                                                               |      | Züchter: Peotec Seeds Srl | j                         |
| Noir                                                                |      | | c                         |
| Noire Blue Fruit                                                    |      | | c, f                      |
| Noire Charbonneuse                                                  |      | | c, d, e, f, g, h, n       |
| Noire De Coseboeuf                                                  |      | | c, d                      |
| Noire De Crimée (oder: Black Krim)                                  |      | Züchter: Domaine Public (Fr) | b, c, d, e, f, g, h, j, n |
| Noire De Pétule                                                     |      | | c, d                      |
| Noire De Russie                                                     |      | | c, d                      |
| Noire Rondée                                                        |      | | c                         |
| Noire Russe                                                         |      | Züchter: Domaine Public (Fr) | j                         |
| Noire Russe Charbonniere                                            |      | | c, d                      |
| Nois                                                                |      | | g, h                      |
| Nolan                                                               |      | | j                         |
| Nolik                                                               |      | Züchter: Andreeva Evgeniya Nikolaevna, Nazina Sofiya Luisovna, Ushakova Mariya Ivanovna | j                         |
| Nomada                                                              |      | Züchter: Western Seed España, S.A. | j, o                      |
| Nomade                                                              |      | | j                         |
| Nomdimba                                                            |      | | j                         |
| Nomia                                                               |      | | j                         |
| Non Stop                                                            |      | | j, o                      |
| Nonna Antonina                                                      |      | | c, d, e, f                |
| Nonna M                                                             |      | Züchter: Postnikova Olga Valentinovna | j                         |
| Nora                                                                |      | | j                         |
| Noralee                                                             |      | | j                         |
| Norano                                                              |      | | g, h                      |
| Norbert's Pink                                                      |      | | c, d                      |
| Norderaas Busk                                                      |      | Züchter: Solhatt Oekologisk Hagebruk As, 2335 Stange | j, o                      |
| Norderas Busk                                                       |      | | c                         |
| Norderås Busk                                                       |      | | d                         |
| Nordexpress                                                         |      | | n                         |
| Nordglanz                                                           |      | | c, d, n                   |
| Nordica                                                             |      | Züchter: Enza Zaden Beheer B.V. | j, o                      |
| Norduke                                                             |      | | c, d                      |
| Norhan                                                              |      | | j                         |
| Noria                                                               |      | Züchter: Les Graines Caillard | j                         |
| Norika                                                              |      | | j                         |
| Norma                                                               |      | Züchter: Boaz Kaplan | j, o                      |
| Norman                                                              |      | Züchter: Sativa Seeds & Services | j                         |
| Normana                                                             |      | Züchter: Royal Sluis | j                         |
| Normand                                                             |      | Züchter: Seminis Veget.Seeds Inc | j, o                      |
| Normandiya                                                          |      | Züchter: Gavrish Sergej Fedorovich, Morev Viktor Vasilievich, Amcheslavskaya Elena Valentinovna, Volok Olga Anatolievna | j                         |
| Normy                                                               |      | | j                         |
| North                                                               |      | | g, h                      |
| North Dakota Earliana                                               |      | | c                         |
| North Grape                                                         |      | | g, h                      |
| Northern Beauty                                                     |      | | c                         |
| Northern Delight                                                    |      | | c, d, k                   |
| Northern Lights                                                     |      | | c, d, e, f, g, h, k       |
| Northerner                                                          |      | | g, h                      |
| Norton                                                              |      | | g, h                      |
| Nortona                                                             |      | | j                         |
| Norty                                                               |      | Züchter: Audrey Darrigues | j                         |
| Norwood Meiners                                                     |      | | d                         |
| Nosik                                                               |      | Züchter: Kondratieva Irina Yurievna, Kandoba Elena Evgenievna | j                         |
| Nostos                                                              |      | | j                         |
| Nostrano Grosso                                                     |      | | c, d, g, h                |
| Nosuro                                                              |      | | g, h                      |
| Not Purple Strawberry (oder: Nps)                                   |      | | f                         |
| Nota                                                                |      | | c, d, j, o                |
| Notabilis                                                           |      | | g, h                      |
| Notaro                                                              |      | Züchter: Zeta Seeds S.L. | j                         |
| Nothern Lights                                                      |      | | m                         |
| Noto                                                                |      | | j                         |
| Notorious                                                           |      | | j                         |
| Notorius                                                            |      | Züchter: Zeta Seeds S.L. | j                         |
| Notoro                                                              |      | Züchter: De Ruiter Seeds | j                         |
| Notyl                                                               |      | Züchter: Vilmorin, S.A. | j, o                      |
| Noun                                                                |      | | j                         |
| Nourin                                                              |      | Züchter: Nirit Seeds Ltd. | j, o                      |
| Nova                                                                |      | | c, d, g, h, j             |
| Novak                                                               |      | Züchter: Isi Sementi Spa | j                         |
| Novamech                                                            |      | | j                         |
| Novapeel (oder: Nova Peel)                                          |      | | j                         |
| Novaria                                                             |      | Züchter: Golden West Seed Research Co. | j                         |
| Novato                                                              |      | | g, h, j                   |
| Novato 20                                                           |      | | c, g, h                   |
| Novatto                                                             |      | Züchter: Gavrish Sergej Fedorovich, Dmitrieva Anna Sergeevna, Kapustina Raisa Nikolaevna, Gladkov Dmitrij Sergeevich, Grushanin Aleksej Ivanovich, Volkov Aleksandr Aleksandrovich, Semenova Anna Nikolaevna, Artemieva Galina Mihajlovna, Redichkina Tatiyana Aleksandrovna                                                                            | j                         |
| Novcerkasskij 416                                                   |      | | c, d                      |
| Novecento                                                           |      | Züchter: Southern Seed S.R.L. | j                         |
| Novedad                                                             |      | | j                         |
| Novell                                                              |      | | j                         |
| Novelty                                                             |      | Züchter: Zeta Seeds S.L. | j                         |
| Novichok                                                            |      | Züchter: Chulkov Nikolaj Ivanovich, Popova Liya Nikolaevna, Arinina Lidiya Petrovna, Brezhnev Dmitrij Danilovich | j                         |
| Novichok De Lyuks                                                   |      | Züchter: Gavrish Sergej Fedorovich, Kapustina Raisa Nikolaevna, Gladkov Dmitrij Sergeevich, Sedin Aleksej Anatolievich, Semenova Anna Nikolaevna, Artemieva Galina Mihajlovna, Filimonova Yuliya Alekseevna | j                         |
| Novichok Rozovyj                                                    |      | Züchter: Popova Liya Nikolaevna, Arinina Lidiya Petrovna | j                         |
| Novidas                                                             |      | | j                         |
| Novikov's Giant                                                     |      | | c, e, g, h                |
| Novilia                                                             |      | Züchter: Louis Poloni (Fr) | j                         |
| Novinka                                                             |      | | c                         |
| Novinka Kubani                                                      |      | | c, d, g, h, j             |
| Novinka Pridnestrovia                                               |      | | o                         |
| Novinka Pridnestroviya (oder: Novinka Pridnestrovia)                |      | | c, g, h, d, j             |
| Novistar                                                            |      | Züchter: Louis Poloni (Fr) | j                         |
| Novita                                                              |      | | j                         |
| Novitschok                                                          |      | | c                         |
| Novocerkasskij                                                      |      | | g, h                      |
| Novogodnij                                                          |      | Züchter: Gavrish Sergej Fedorovich, Morev Viktor Vasilievich, Amcheslavskaya Elena Valentinovna, Volok Olga Anatolievna | j                         |
| Novogogoschary                                                      |      | | c, g, h, d                |
| Novosadski Jabucar (oder: Novosadski Jabuchar)                      |      | Züchter: Semenarna Ljubljana (Si) | c, d, j                   |
| Novosadski Niski                                                    |      | Züchter: Institut Za Ratarstvo I Povrtarstvo | c, d, j                   |
| Novosibirskij Krasnyj                                               |      | Züchter: Potapov Pavel Nikolaevich, Zizina Yana Fedorovna | j                         |
| Novosibirskij Rozovyj                                               |      | Züchter: Potapov Pavel Nikolaevich, Zizina Yana Fedorovna | j                         |
| Novy                                                                |      | Züchter: Les Graines Caillard Sa (Fr) | j                         |
| Novyj Prints                                                        |      | Züchter: Avdeev Yurij Ivanovich, Kigashpaeva Olga Petrovna, Ivanova Lyudmila Mihajlovna, Avdeev Andrej Yurievich | j                         |
| Nowara                                                              |      | | j                         |
| Nower                                                               |      | | c, g, h                   |
| Noxana                                                              |      | Züchter: Golden West Seed Research Co. | j                         |
| Noxana Astral                                                       |      | | j                         |
| Npt 113                                                             |      | | j                         |
| Npt 114                                                             |      | | j                         |
| Nr. 1 D                                                             |      | | g, h                      |
| Nr. 31                                                              |      | | c                         |
| Ns 230                                                              |      | | j                         |
| Ns 2532 (oder: Babür)                                               |      | | j                         |
| Ns 2718 (oder: Hazar)                                               |      | | j                         |
| Ns 4293                                                             |      | | j                         |
| Ns 4343                                                             |      | | j                         |
| Ns 812 (oder: Bumin)                                                |      | | j                         |
| Ns 9879                                                             |      | | j                         |
| Ns-77                                                               |      | | j                         |
| Nsl 187099                                                          |      | | c, d                      |
| Nt 517                                                              |      | Züchter: Kurane Takeshi, Kobayashi Tomomi, Yoshitome Tetsuo, Funato Tomohiko | j, o                      |
| Nt 604                                                              |      | Züchter: Aoki Takeshi, Nakamura Kazutoshi, Yanagisawa Hideatsu, Ishino Tatsuro | j, o                      |
| Nt 982                                                              |      | Züchter: Yanagisawa Hideatsu, Shimizu Yoshitomi, Kurane Takeshi, Kobayashi Tadakazu | j, o                      |
| Ntelyna                                                             |      | | j                         |
| Ntrigue                                                             |      | | j                         |
| Nubian                                                              |      | | j                         |
| Nuco Inta                                                           |      | Züchter: E.E.A. Alto Valle | j                         |
| Nuenda                                                              |      | Züchter: Nirit Seeds Ltd | j                         |
| Nugget                                                              |      | Züchter: Hild Samen GmbH | c, d, j                   |
| Nugget F1                                                           |      | | f                         |
| Nuit Australe (oder: Nuits Australes)                               |      | Züchter: Domaine Public (Fr) | c, d, e, j                |
| Num 03420                                                           |      | | j                         |
| Nun 00185 Top                                                       |      | Züchter: Degreef Paul | j                         |
| Nun 03395                                                           |      | Züchter: Nunhems B.V. | j, o                      |
| Nun 03420                                                           |      | | j, o                      |
| Nun 03484                                                           |      | Züchter: Nunhems B.V. | j, o                      |
| Nun 03485                                                           |      | Züchter: Nunhems B.V. | j, o                      |
| Nun 03509 Tof                                                       |      | | j                         |
| Nun 03559                                                           |      | Züchter: Degreef Paul | j                         |
| Nun 03560                                                           |      | | j, o                      |
| Nun 03615 Tof                                                       |      | Züchter: Nunhems Bv | j                         |
| Nun 03707                                                           |      | | j                         |
| Nun 03750                                                           |      | Züchter: Nunhems B.V. | j, o                      |
| Nun 04264 Tof                                                       |      | | j                         |
| Nun 09008 Tof                                                       |      | | j                         |
| Nun 09015                                                           |      | Züchter: Degreef Paul | j, o                      |
| Nun 09085                                                           |      | Züchter: Nunhems B.V. | j, o                      |
| Nun 2048                                                            |      | | j                         |
| Nun 2081 Necco                                                      |      | | j                         |
| Nun 3155 To                                                         |      | Züchter: Nunhems B.V. | j, o                      |
| Nun 3242                                                            |      | | j                         |
| Nun 3330 Cinthia                                                    |      | | j                         |
| Nun 3361 To                                                         |      | Züchter: Nunhems B.V. | j                         |
| Nun 3362 To                                                         |      | Züchter: Nunhems B.V. | j, o                      |
| Nun 3395                                                            |      | Züchter: Nunhems B.V. | j                         |
| Nun 3997 To                                                         |      | Züchter: Nunhems B.V. | j                         |
| Nun 3998 To                                                         |      | Züchter: Nunhems B.V. | j                         |
| Nun 3999 To                                                         |      | Züchter: Nunhems B.V. | j                         |
| Nun 4195 To                                                         |      | | j                         |
| Nun 5045 To                                                         |      | | j                         |
| Nun 6005                                                            |      | | j                         |
| Nun 6011                                                            |      | | j                         |
| Nun 6108                                                            |      | | j                         |
| Nun 6125                                                            |      | | j                         |
| Nun 6398                                                            |      | | j                         |
| Nun 8007 To                                                         |      | Züchter: Degreef Paul | j                         |
| Nuova Super Roma                                                    |      | | j                         |
| Nuovo                                                               |      | Züchter: Nunhems B.V. | j                         |
| Nur                                                                 |      | Züchter: Avidov, A. | j, o                      |
| Nurago                                                              |      | | j                         |
| Nurcan                                                              |      | | j                         |
| Nures                                                               |      | | j                         |
| Nuriella                                                            |      | | j                         |
| Nurit                                                               |      | Züchter: Zeraim Gedera Ltd. Seed Company | j                         |
| Nursen                                                              |      | Züchter: Novartis Seeds Bv (Nl) | j                         |
| Nutral                                                              |      | | j                         |
| Nuvi                                                                |      | Züchter: Cuartero-Costa-Nuez | j                         |
| Nver                                                                |      | | d                         |
| Nvh 4476                                                            |      | | j                         |
| Nvh 4779                                                            |      | | j                         |
| Nvh-1095                                                            |      | | j                         |
| Nvh-4474                                                            |      | | j                         |
| Nvh-4777                                                            |      | | j                         |
| Nyadundo                                                            |      | | g, h                      |
| Nyagous                                                             |      | Züchter: Domaine Public (Fr) | c, d, e, f, g, h, j, k    |
| Nyaluo                                                              |      | | g, h                      |
| Nyanga                                                              |      | Züchter: Semillas Fito, S.A. | j, o                      |
| Nyanya                                                              |      | | c, g, h                   |
| Nyanya Giriama                                                      |      | | g, h                      |
| Nyanya Tomate                                                       |      | | g, h                      |
| Nyanyandogo                                                         |      | | c, g, h                   |
| Nyapesa                                                             |      | | c, g, h                   |
| Nyapese                                                             |      | | f                         |
| Nydia                                                               |      | | j                         |
| Nyirteleki Tf.                                                      |      | | g, h                      |
| Nykos                                                               |      | | j, o                      |
| Nykran                                                              |      | | j                         |
| Nymeria                                                             |      | Züchter: Syngenta Seeds B.V. | j                         |
| O S U Blau                                                          |      | | e                         |